# Клоун помаранчовий
Клоун помаранчевий (Amphiprion percula) — риба родини помацентрових.
Територіальний і агресивний вид, живе парами серед жалких щупалець актиній, що надають йому захист від хижаків. Живиться водоростями, безхребетними і залишками їжі своєї актинії. Забарвлення складається з білих або чорних смуг і плям на червоному або золотистому тлі. Розмір до 11 см.

## Ареал
Зустрічається на рифах в західній частині Тихого океану включаючи: Нову Гвінею, Нову Британію, Соломонові острови, Вануату і північну частину Великого Бар'єрного рифа.

## Опис
Забарвленням дуже схожий на Amphiprion ocellaris. Кількість променів у жорсткому спинному плавці — 9-10, в м'якому — 14-17.
При розгляді спереду голова у рибки з опуклістю, подібно жаб'ячій (у ocellaris така опуклість відсутня). Самиці більші за самців.
Забарвлення риб різного віку не відрізняється. По тілу рибки пролягають товсті чорні смуги, які розділені помаранчевими (червоними) і білими смугами. Облямівка плавників чорна. Райдужна оболонка очей яскраво-помаранчева, що візуально зменшує розмір очей (у ocellaris райдужка сірувато-помаранчева, що навпаки, візуально збільшує їх розмір).

## Акваріум
Можливо містити в морських акваріумах. Часто плутають з Анемоновою рибкою.

## Соціальна поведінка
Протандрічний гермафродит (явище дихогамії). Ці риби мешкають на актинії групою, яка складається з пари, яка розмножується, а також до 4 особин, які участі в розмноженні не беруть. Самка має найбільші розміри; самець, який бере участь у розмноженні — другий за розміром. Інші самці дрібніші та їхні статеві залози не функціонують. Якщо самка гине, найбільший самець набирає вагу і стає самкою для цієї групи. У найбільшого серед інших самців відбувається статеве дозрівання і він стає репродуктивним самцем.